# Damian Willemse
Damian Willemse (geboren am 7. Mai 1998) ist ein südafrikanischer Rugby-Union-Spieler, der für die südafrikanische Nationalmannschaft, die Stormers in der United Rugby Championship und Western Province im Currie Cup spielt. Seine Stammposition ist Schlussmann (Fullback), er kann zudem als Verbindungshalb (Fly-Half), Außendreiviertel (Winger) oder Erster Innendreiviertel (Inside Centre) spielen.

## Vereinskarriere

### 2014–2016 – Jugend
Willemse wurde in Strand (Westkap) geboren. Er besuchte das Paul Roos Gymnasium in Stellenbosch und spielte dort Rugby. Im Jahr 2014 wurde er in das Team von Western Province für die U16 Grant Khomo Week in Pretoria berufen. Er stand in allen drei Spielen in der Startelf und verhalf der Mannschaft zu drei Siegen. Im letzten Spiel des Turniers erzielte er beim 26:11-Sieg gegen die Blue Bulls einen Versuch.
2015 wurde Willemse in den Kader von Western Province für Südafrikas wichtigstes High-School-Rugby-Turnier, die U18-Craven Week, berufen. Er stand in allen drei Spielen des Turniers in Stellenbosch in der Startelf. Willemse erzielte sowohl beim 65:5-Sieg über die Griffons sowie im inoffiziellen Finale gegen Eastern Province Versuche und verhalf seinem Team zu einem 95:0-Sieg. Nach dem Turnier wurde er in den Kader der südafrikanischen Schulmannschaft für die U18-Länderspiele gegen Wales, Frankreich und England berufen. Beim 42:11-Sieg gegen Wales wurde er eingewechselt, beim 12:5-Sieg gegen Frankreich stand er in der Startformation. Im letzten Spiel gegen England saß er auf der Bank und wurde beim 23:16-Sieg der Gastgeber nicht eingesetzt.
2016 wurde Willemse in die Western Province Mannschaft für das Craven Week Turnier in Durban berufen und stand in allen drei Spielen in der Startelf. Im ersten Spiel gegen Boland erzielte er zwei Versuche und verhalf der Mannschaft im letzten Spiel gegen die Golden Lions zu einem 27:20-Sieg. Er wurde ein zweites Mal in die südafrikanische Schulmannschaft berufen und stand in allen drei Spielen auf der Position des Verbindungshalb (Fly-Half) in der Startelf. Im ersten Spiel besiegte Südafrika Wales und Willemse erzielte beim 42:3-Sieg gegen die französische U19-Auswahl einen Versuch. Im letzten Spiel schlug Südafrika England mit 13:12.
Nach seinem internationalen Engagement spielte Willemse für die U19-Mannschaft der Western Province bei der U19-Provinzmeisterschaft 2016. Er kam in drei der letzten vier Spiele der regulären Saison als Einwechselspieler zum Einsatz. Er erzielte bei seinem Debüt einen Versuch gegen die Sharks U19 und verwandelte in den Spielen gegen die Leopards U19 und die Blue Bulls U19 zwei weitere Versuche. Western Province schloss die Meisterschaft als Tabellenführer ab und qualifizierte sich für die Playoffs. Beim 30:15-Sieg gegen die Free State U19 im Halbfinale wurde er in die Startformation berufen. Im Finale stand Willemse ebenfalls in der Startformation, welches sein Team mit 19:60 gegen die Golden Lions U19 verlor.

### 2017–2019 – Stormers
Nur wenige Monate nach seinem Schulabschluss wurde Willemse in den Kader der Stormers für die Super-Rugby-Saison 2017 aufgenommen. Er staind im Kader für das Spiel der dritten Runde gegen die Southern Kings am 4. März und gab sein Super-Rugby-Debüt – im Alter von nur 18 Jahren und 301 Tagen – indem er in den letzten vier Minuten des Spiels eingewechselt wurde.

### 2019 – Saracens
Im September 2019 unterschrieb Willemse für drei Monate beim Premiership-Klub Saracens, um die verletzten Alex Goode und Max Malins zu ersetzen. Er debütierte für den Klub im Premiership Cup gegen Wasps und leistete in der zweiten Halbzeit einen Assist. Nach Ablauf seines Kurzzeitvertrags kehrte er zu den Stormers zurück.

### 2019 bis heute – Rückkehr zu den Stormers
Im Juni 2022 gewann Willemse mit den Stormers die erste United Rugby Championship und schlug die Bulls im Finale mit 18:13.
Im Oktober 2022 unterzeichnete Willemse einen neuen 5-Jahres-Vertrag mit den Stormers, der bis mindestens 2027 läuft.

## Internationale Karriere
Damian Willemse gab sein Länderspieldebüt für Südafrika bei der Rugby Championship 2018 gegen Argentinien im Kings-Park-Stadium beim 34:21-Sieg, als er für André Esterhuizen eingewechselt wurde.
Willemse wurde zunächst nicht in den südafrikanischen Kader für die Rugby-Weltmeisterschaft 2019 berufen. In der Pool-Phase wurde er für den verletzten Jesse Kriel eingewechselt. Er erzielte gegen Kanada seinen ersten Versuch in einem Test Match. Südafrika gewann das Turnier und besiegte England im Finale.

## Privatleben, Philanthropie und Aktivismus
Willemse wird als ungewöhnlicher Sportler beschrieben, der viele Interessen und Ambitionen jenseits des Rugbysports hat. Er wuchs in Strand am Westkap auf, einem Ferienort und Arbeiterstadt am Rande von Kapstadt, die für ihre weißen Sandstrände bekannt ist. Strand war von der Apartheid-Raumplanung betroffen, die sich gegen die schwarze, Coloured, kapholländische und kapmalaiische Bevölkerung richtete und verdränge. Dies führte zu prekären Wohnverhältnissen und hoher Arbeitslosigkeit. Wie andere einkommensschwache Gebiete im Großraum Kapstadt, z. B. die Cape Flats und Teile von Helderberg, ist Strand daher zunehmend von Kriminalität, Drogenkonsum und rivalisierenden Banden betroffen. Als Reaktion darauf hat Willemse sein starkes Interesse an Ökologismus und sozialem Engagement gezeigt, indem er sich für die Säuberung des Strandes einsetzte und über 500 Bäume in der Gemeinde pflanzte.
In Zusammenarbeit mit der gemeinnützigen Organisation One Tree Planted und Sponsoren wie Vida e Caffe und Adidas setzt sich Damian Willemse für die Umwelt und die soziale Entwicklung in Südafrika ein. Er unterstützt gleichzeitig die globale Wiederaufforstungsbewegung, um den Klimawandel durch naturbasierte Lösungen anzugehen. Zusammen mit seinem Teamkollegen Siya Kolisi ist Willemse auch ein globaler Botschafter für die Adidas-Kampagne Run for the Oceans.
Willemse ist der jüngere Bruder von Ramone Samuels, ebenfalls ein professioneller Rugby-Union-Spieler. Beide Brüder gehörten zum Kader der Western Province, die 2017 den Currie Cup Premier Division gewann.

## Erfolge
- 2017 Currie Cup 2020–2021 – Gewinner
- 2019 Rugby Championship – Gewinner
- 2019 Rugby Weltmeisterschaft Japan – Gewinner
- 2021 South Africa A vs British and Irish Lions (warm up match) – Gewinner
- 2021 Tour der British and Irish Lions nach Südafrika – Gewinner
- 2022 United Rugby Championship – Gewinner
- 2023 Qatar Airways Cup at Twickenham vs New Zealand – Gewinner
- 2023 Rugby-Union-Weltmeisterschaft – Gewinner